# Lei Seca nos Estados Unidos

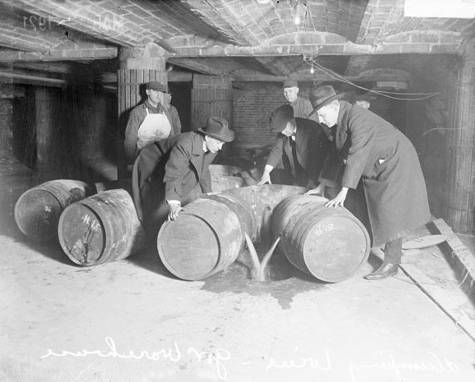
Agentes do governo no ato de confiscar e descartar bebidas clandestinas em Chicago em 1921

Na história dos Estados Unidos, a Lei Seca, também conhecida como O Nobre Experimento ou Proibição (Prohibition), caracteriza o período de 1920 a 1933 durante o qual a fabricação, transporte e venda de bebidas alcoólicas para consumo foram banidas nacionalmente, como estipulou a 18.ª emenda da Constituição dos Estados Unidos.
Em um primeiro momento, houve um grande apoio à medida, mas, depois, o comércio e consumo ilegal de bebidas tornaram-se corriqueiros, com o governo fazendo vistas grossas. Traficantes e comerciantes ilegais, como Al Capone, em Chicago, montaram grandes esquemas que lucravam com o consumo ilegal. A medida só seria revogada no governo de Franklin Delano Roosevelt.

## História
Em maio de 1657, a Corte Geral de Massachusetts tornou ilegal a venda de bebidas de forte teor alcoólico "conhecidas pelos nomes de rum, uísque, vinho, conhaque, etc.".

Em geral, maneiras informais de controle do consumo tanto individual quanto na comunidade ajudaram a manter a expectativa de que o abuso de álcool era inaceitável. "A embriaguez era condenada e punida, mas apenas como um abuso de uma bênção divina. A bebida em si não era considerada culpada, da mesma maneira que não se culpa a comida pelo pecado da gula. Excesso fazia parte de uma indiscrição pessoal". Quando esses controles informais falhavam, havia sempre as medidas legais.

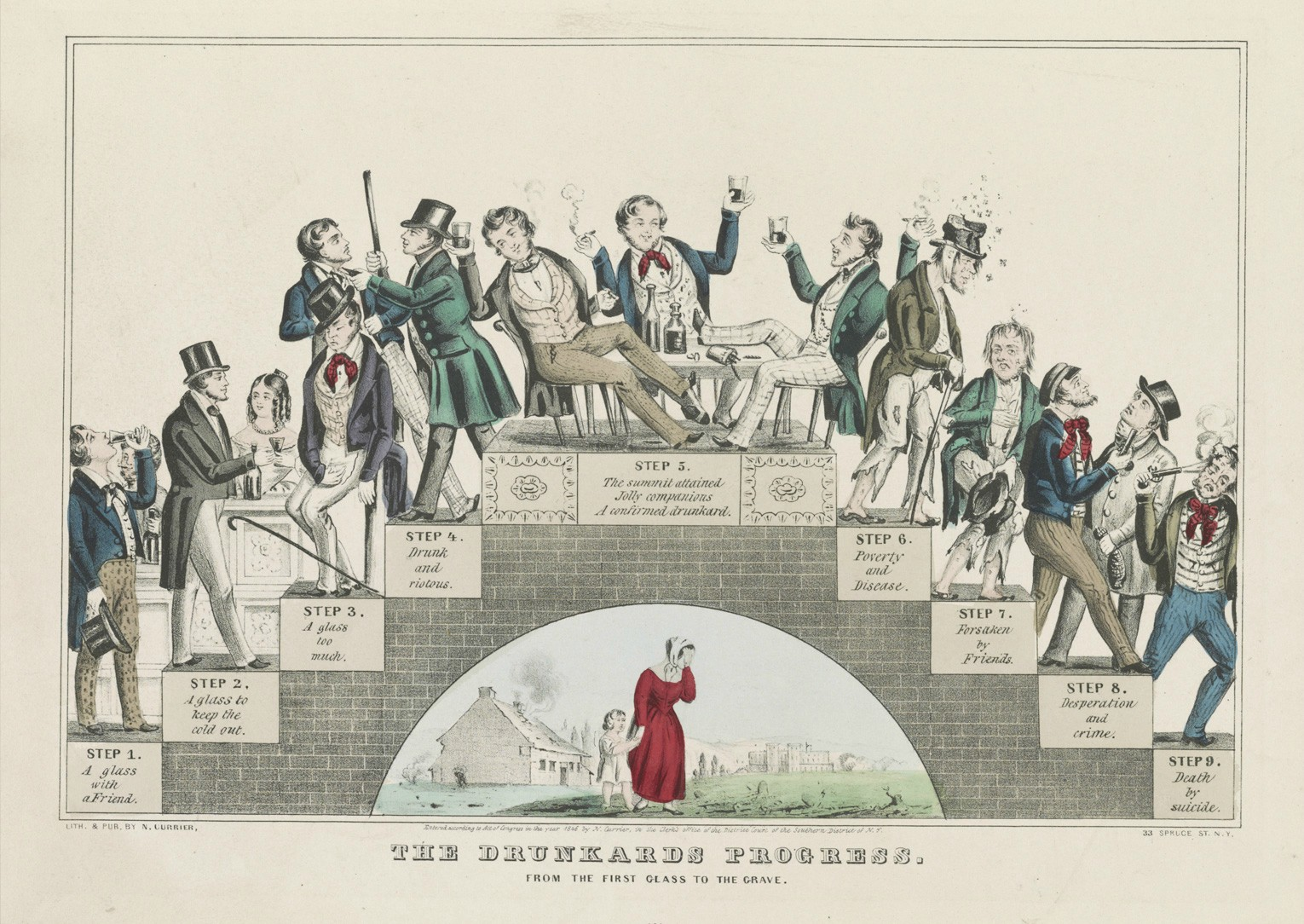
"A progressão do bêbado": uma litografia de Nathaniel Currier da década de 1840 mostrando as supostas etapas da decadência de um alcoólatra. A litografia visava a apoiar o Movimento da Temperança.

Um dos médicos mais notáveis do século XVIII, Benjamin Rush, argumentou em 1784 que o uso excessivo de álcool era prejudicial à saúde física e psicológica (ele acreditava mais em moderar do que proibir seu consumo). Aparentemente influenciados pelas crenças do doutor Rush, cerca de 200 fazendeiros de uma comunidade em Connecticut formaram a Associação de Temperança em 1789. Associações semelhantes também surgiram na Virgínia em 1800 e Nova Iorque em 1808. Durante a próxima década, outras organizações ligadas ao Movimento de Temperança foram formadas em oito estados, algumas delas adquirindo grande relevância em seus territórios de abrangência.
Em 1830, os americanos consumiam uma média de 1,7 garrafa de bebidas destiladas por semana, três vezes mais do que a quantidade consumida em 2010.

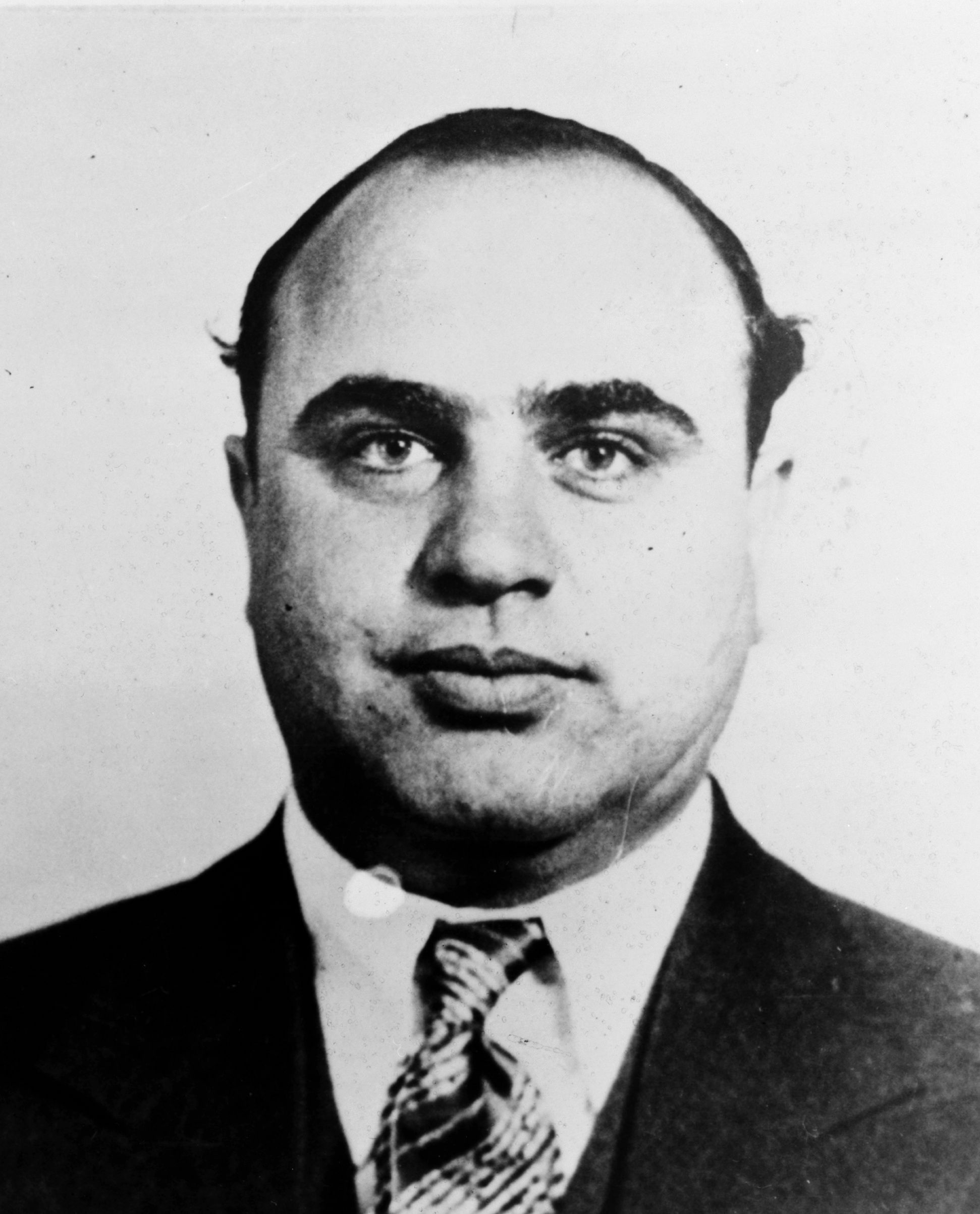
Al Capone, um dos maiores gângsters dos Estados Unidos: seus crimes eram financiados pelo contrabando de bebidas

A Lei Seca entrou em vigor em 1920, com o objetivo de salvar o país de problemas relacionados à pobreza e violência. A Constituição americana estabeleceu, na 18.ª Emenda, a proibição da fabricação, comércio, transporte, exportação e importação de bebidas alcoólicas. Essa lei vigorou por 13 anos (1920-1933).
O efeito causado pela lei foi totalmente contrário do que era esperado. Ao invés de acabar com o consumo de álcool e com os problemas sociais, entre outros problemas, a lei gerou a desmoralização das autoridades, o aumento da corrupção, explosões da criminalidade em diversos estados e o enriquecimento das máfias que dominavam o contrabando de bebidas alcoólicas. O ponto de encontro das pessoas que 

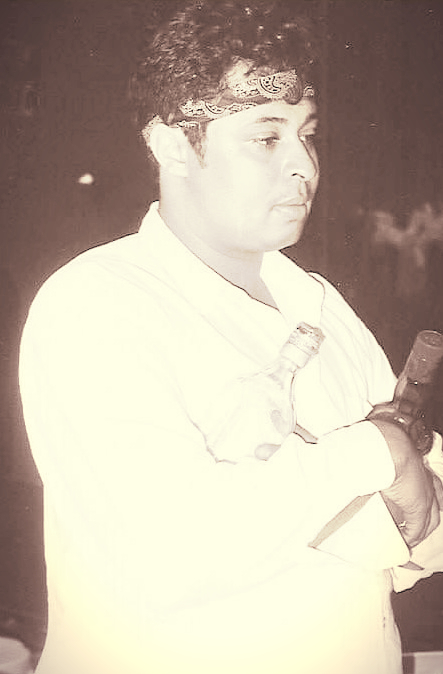
Imigrantes latinos foram usados como contrabandistas por gângsters como Al Capone

queriam beber eram bares clandestinos localizados no subterrâneo, com o objetivo de não chamar atenção.
Argumentando que a legalização das bebidas geraria mais empregos, elevaria a economia e aumentaria a arrecadação de impostos, os opositores do então presidente norte-americano Franklin Roosevelt o convenceram a pedir ao Congresso dos Estados Unidos que legalizasse a cerveja. Com isso, em 1933 é revogada a emenda constitucional da lei seca.